# Albert Plohnke

Albert Plohnke (2005)

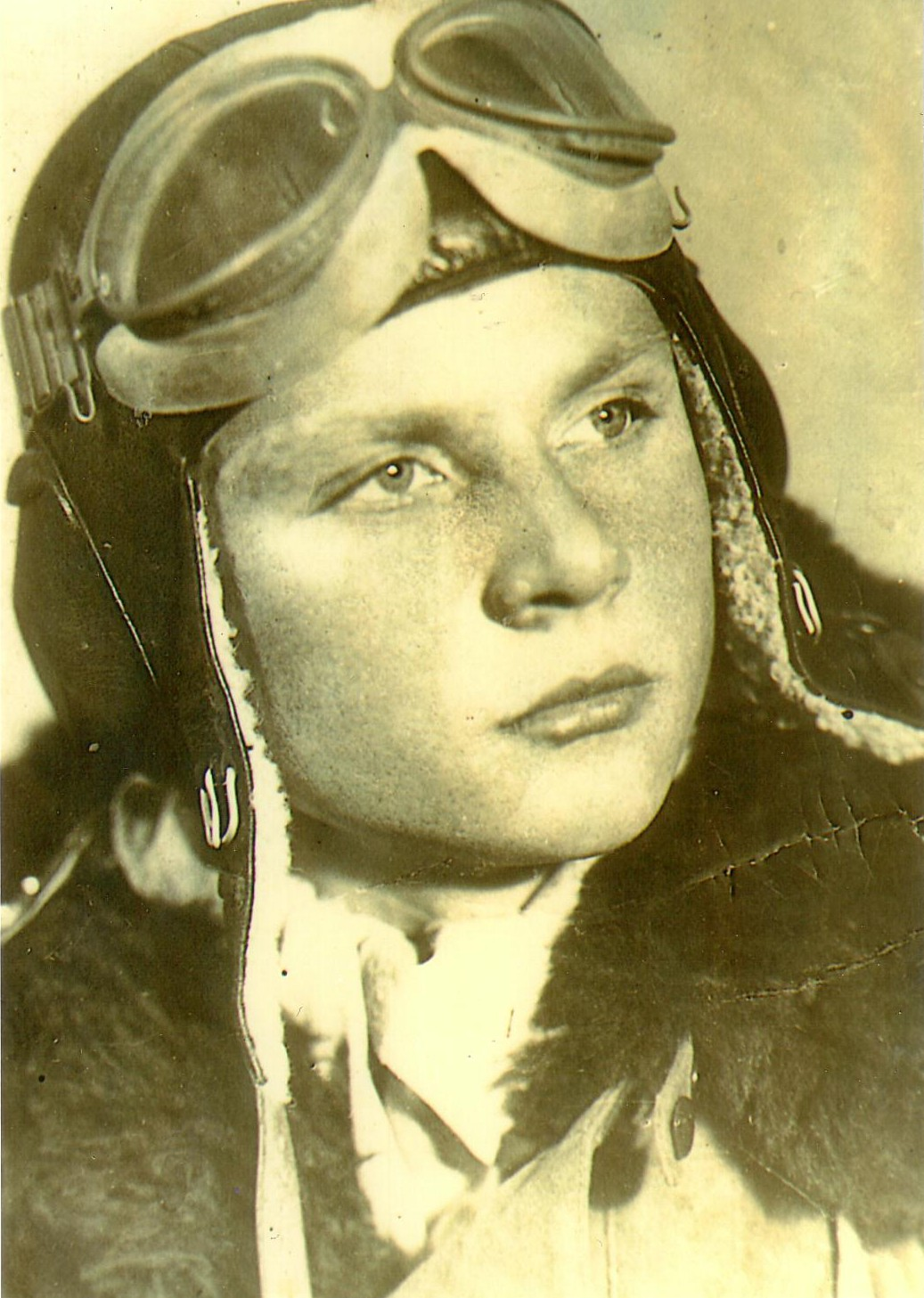
Albert Plohnke als 18-jähriger Flugzeug-Bordingenieur (1943)

Albert Plohnke (* 1. August 1925 auf Gut Carlswalde, Landkreis Insterburg, Ostpreußen; † 25. Januar 2009 in Bad Kissingen) war Flugzeug-Bordingenieur und Technischer Betriebsleiter. Seine Lebensaufgabe war das „Brücken bauen zwischen Blinden und Sehenden“.

## Leben
Plohnke war der Sohn eines Tierarztes aus Königsberg (Ostpreußen). Der von der Fliegerei begeisterte Realschüler Albert – er hatte den ABC-Segelflugschein schon längst gemacht – war während seiner Schulzeit in eine Techniker-Ausbildung zur Lufthansa nach Königsberg gekommen, nach seinem Notabitur 1942 zum Flugzeug-Bordingenieur weitergebildet worden und erhielt noch während des Studiums ein Patent für die Entwicklung einer neuartigen Reibschaltsperre zur Kopplung zweier Flugzeugmotoren.
1943 kam er zum Luftwaffen-Kampfverband nach Giebelstadt bei Würzburg (Unterfranken, Bayern) und gehörte als Bordingenieur zur Besatzung eines „Reichsfeuerzeugs“, der Heinkel He 177, deren jeweils zwei Motoren pro Tragfläche zu dicht aneinander gebaut waren, sich deshalb leicht überhitzten und allzu oft Feuer fingen. Aufgrund dieses Konstruktionsfehlers musste sein Pilot am 30. Oktober 1944 beim Landeanflug auf die Heimatbasis mit brennenden Triebwerken eine Notlandung machen. Plohnke wurde dabei aus dem Cockpit geschleudert und verlor sein Augenlicht vollständig.
Mehr als ein Jahr lag er völlig erblindet in der Universitäts-Augenklinik Würzburg ohne Aussicht auf Wiederherstellung seiner Sehkraft. Endlich wurde der frühere Klinik-Chef Professor Georg Schaltenbrand (1897–1979) auf ihn aufmerksam. Schaltenbrand, der in späteren Jahrzehnten als „Multiple-Sklerose-Papst“ sogar internationale Anerkennung finden sollte, durfte damals als Nazi-Belasteter an der eigenen Klinik nur als Gärtner arbeiten. Der Mediziner behandelte Plohnke dennoch heimlich in seiner Gartenlaube – mit Erfolg: Nach einigen weiteren Monaten kehrte endlich die Sehkraft auf Plohnkes rechtem Auge zurück, das linke aber blieb zeitlebens blind. Im Sommer 1946, nach fast zwei Jahren, konnte Albert Plohnke wieder in die „Welt der Sehenden“ entlassen werden.
Diese Erfahrung motivierte Plohnke, sich in den folgenden 60 Jahren um Blinde, Sehbehinderte und andere vom Schicksal geschlagene Menschen zu sorgen.
Obwohl er bereits ausgebildeter Ingenieur war, machte er während seines Berufslebens 1960 zusätzlich und freiwillig noch die Meisterprüfung im Mechaniker-Handwerk, denn dieser Meisterbrief war die notwendige Voraussetzung, sehbehinderten oder blinden Jugendlichen in speziellen Behindertenwerkstätten eine technische Ausbildung geben zu dürfen. In seinen Urlaubszeiten fuhr er Kranke und Alte in ihren Rollstühlen spazieren.
Nach Jahren der Berufstätigkeit als technischer Betriebsleiter in Erlangen (Mittelfranken, Bayern) und Rain bei Augsburg (Bayern) siedelte er 1981 nach Bad Kissingen (Unterfranken, Bayern) um. Dort begann er sofort sein vielfältiges Lebenswerk für blinde und stark sehbehinderte Einwohner und Gäste der Kurstadt, das ihm erst nach 20 Jahren offizielle Ehrungen einbringen sollte. Noch als 80-Jähriger, als er schon im Seniorenheim wohnte, war Plohnke täglich Ansprechpartner für Sehbehinderte und stand national und international mit Blindenvereinen in Kontakt, die gern von seinen Erfahrungen aus 60-jährigem Engagement für Blinde profitieren wollten.
Albert Plohnke starb am 25. Januar 2009 in Bad Kissingen an den Folgen eines Oberschenkelhalsbruches und einer Infektion.

## Lebenswerk

Beschilderung in Braille-Blindenschrift im „Duft- und Tastgarten“

Alle Angebote für Blinde oder stark Sehbehinderte sind ehrenamtlich und rein privat organisiert und für die Teilnehmer in jedem Fall kostenfrei.
- 1981 setzte Plohnke sich in seiner neuen Heimatstadt für die Installation einer akustischen Verkehrsampel ein.
- 1983 ersann er die „Woche der Lebenskünstler“ in Bad Kissingen, eine in Deutschland noch immer einmalige Veranstaltungsreihe für Blinde und Sehbehinderte, die Plohnke seitdem jedes Jahr im Frühjahr und Herbst mit Unterstützung örtlicher Vereine und Fahrschulen sowie des Bundesgrenzschutzes durchführt: Neben speziell ausgerichteten Stadtführungen, Konzerten und Reitstunden haben Blinde innerhalb weniger Tage hier die einmalige Gelegenheit, selbst einmal ein Auto zu steuern oder sogar als Pilot eigenhändig ein Motorflugzeug zu lenken.
- Ab etwa 1995 veranstaltete er mehrmals pro Jahr Konzerte der Blinden Musiker aus München, einem Selbsthilfeunternehmen des Bayerischen Blinden- und Sehbehindertenbundes. Eine Gruppe von neun 20- bis 30-Jährigen spielte dabei Melodien von Swing bis Klassik, ohne jemals Noten oder einen Dirigenten gesehen zu haben.
- Als Erster in Deutschland hatte Plohnke 1999 für blinde Gäste der Kurstadt einen Stadtführer in Braille-Blindenschrift (2 Bände) drucken lassen; als Ergänzung schuf er noch einen strukturierten, für Blinde lesbaren Blinden-Stadtplan für individuelle Stadtrundgänge.

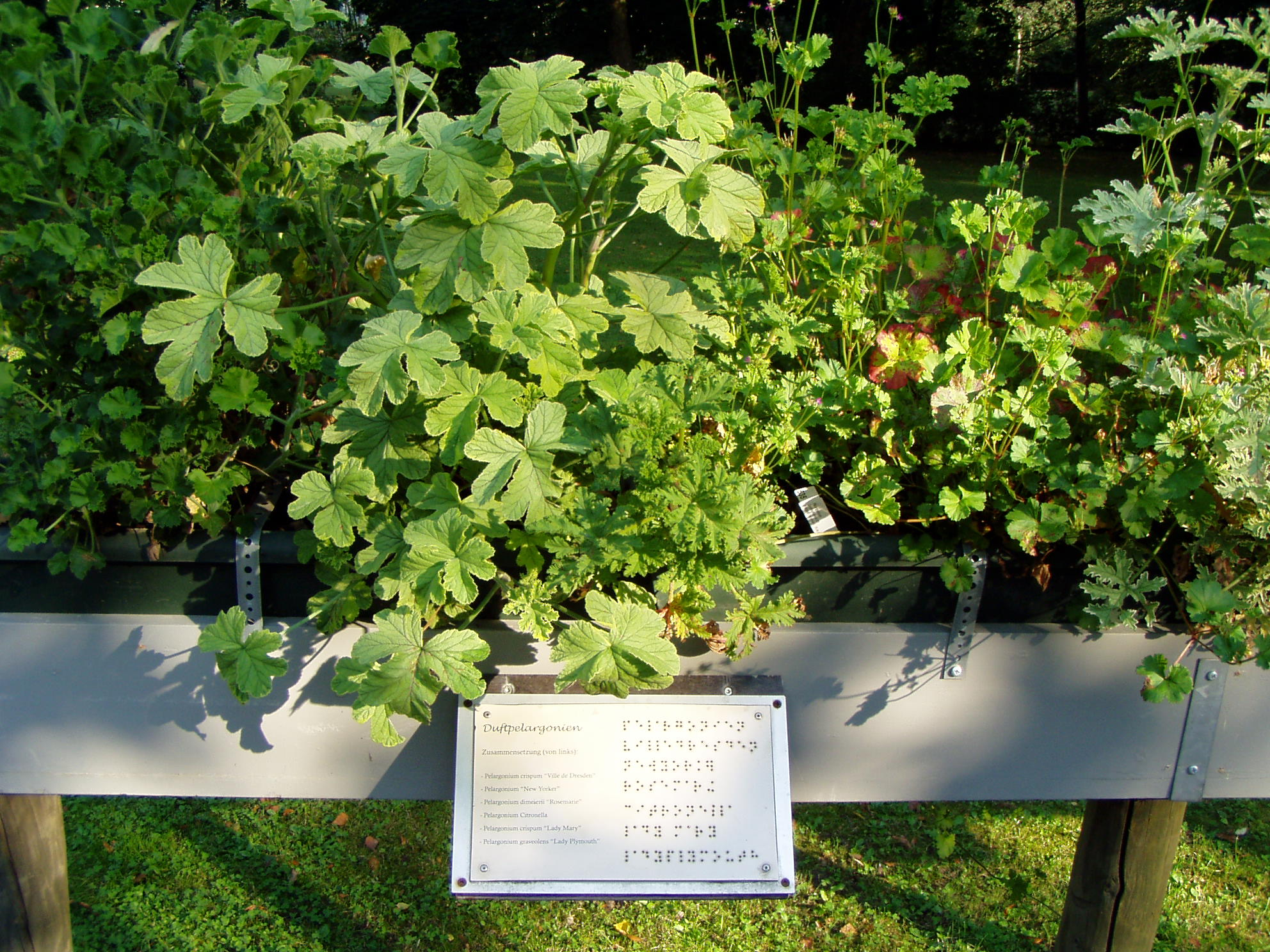
Pflanzen mit Braille-Beschriftung
im „Duft- und Tastgarten“

- Er organisierte spezielle Kreuzweg-Wanderungen am Bad Kissinger Stationsberg: Im Boden eingelassene Sockel boten Blinden die Möglichkeit, die hoch aufgestellten Heiligenbilder zu befühlen, Tafeln in Braille-Schrift geben die passenden Erläuterungen. Als Angebot für individuelle Kreuzweg-Spaziergänge hatte Plohnke eine CD mit den Erklärungen besprochen.
- Er sorgte für die Errichtung eines speziellen „Duft- und Tastgartens“, in dem Blinde ausdrücklich heimische Pflanzen berühren, daran reiben und an ihnen riechen sollen.
- Er leitete tägliche Stadtführungen für Blinde und Sehbehinderte als Angebot für Kliniken, Sanatorien, Hotels, aber auch für Individualreisende.
- In ausgewählten Restaurants der Kurstadt hatte er das Service-Personal speziell für die Bedienung blinder Gäste geschult und Speisekarten in Braille-Schrift angefertigt.
- Er verlieh auf eigene Kosten angeschaffte Blindenschreibmaschinen (Erfinder: Oskar Picht) und weiße Langstöcke an Sanatorien und Schulen zu Therapie- und Unterrichtszwecken.
- An örtlichen Schulen führte Plohnke Informationsstunden durch zum Thema: „Was bedeutet es, blind zu sein?“
- Er organisierte Einsätze der Christoffel-Blindenmission in der Bad Kissinger Fußgängerzone.

## Orden und Ehrenzeichen
- Bürgermedaille der Stadt Bad Kissingen (2001)
- Verdienstmedaille des Verdienstordens der Bundesrepublik Deutschland (2001)